# Michaił Sundiejew
Michaił Sundiejew (ur. 24 października 1984 w Biszkeku) – kirgiski futsalista, zawodnik z pola występujący w polskim klubie Red Devils Chojnice. Wcześniej reprezentował także barwy kirgiskiego ATF Bank Biszkek, z którym zdobył dwa mistrzostwa kraju. W 2010 roku przez cztery miesiące był wypożyczony do TPH Polkowice. Wicemistrz Polski z 2013 roku. Reprezentant Kirgistanu. Kilkakrotnie uczestniczył w Mistrzostwach Azji, w 2005 roku zajął w nich trzecie miejsce.